# Zemski sobor
Le Zemski Sobor (Congrès de la Terre russe) est une sorte d'assemblée appelée par le tsar, le patriarche orthodoxe ou la Douma des boyards pour discuter ou ratifier certaines décisions. Il se compose de la noblesse et de la bureaucratie, dont la Douma des boyards, du clergé orthodoxe élevé et des représentants des négociants et des citadins.

## Avant les Romanov
Le premier Zemski Sobor a été convoqué par Ivan le Terrible en 1549. Il propose alors la paix à toutes les catégories sociales de la Moscovie et demande de régler pacifiquement leurs différends. Par la même occasion, il leur annonce le début d'une ère nouvelle car tous les pouvoirs seront désormais concentrés entre ses mains.
Pendant son règne, Ivan va convoquer d'autres Sobors car ils sont devenus un outil pour décréter des textes de lois principaux ou pour décider de projets controversés. Parfois, leurs membres en profitent pour demander au tsar de revenir sur certaines décisions, mais il n'en tient pas toujours compte. Celui de 1566 le surprend désagréablement quand on lui demande de supprimer l'opritchnina, qu'il vient d'établir.
En 1598, Fédor Ier, fils d'Ivan, meurt sans héritier. Un Zemski Sobor est convoqué par le patriarche Job, et c'est lui qui élit comme tsar Boris Godounov, beau-frère du souverain décédé.
Durant le Temps des troubles, le Zemski Sobor prend une toute nouvelle importance devant le pouvoir défaillant tsariste. En 1605 et 1611, il élit respectivement Vassili IV Chouiski et Ladislas IV Vasa de Pologne comme tsars, et prend souvent des décisions comme de faire la guerre ou de lever une armée.

## Sous les Romanov

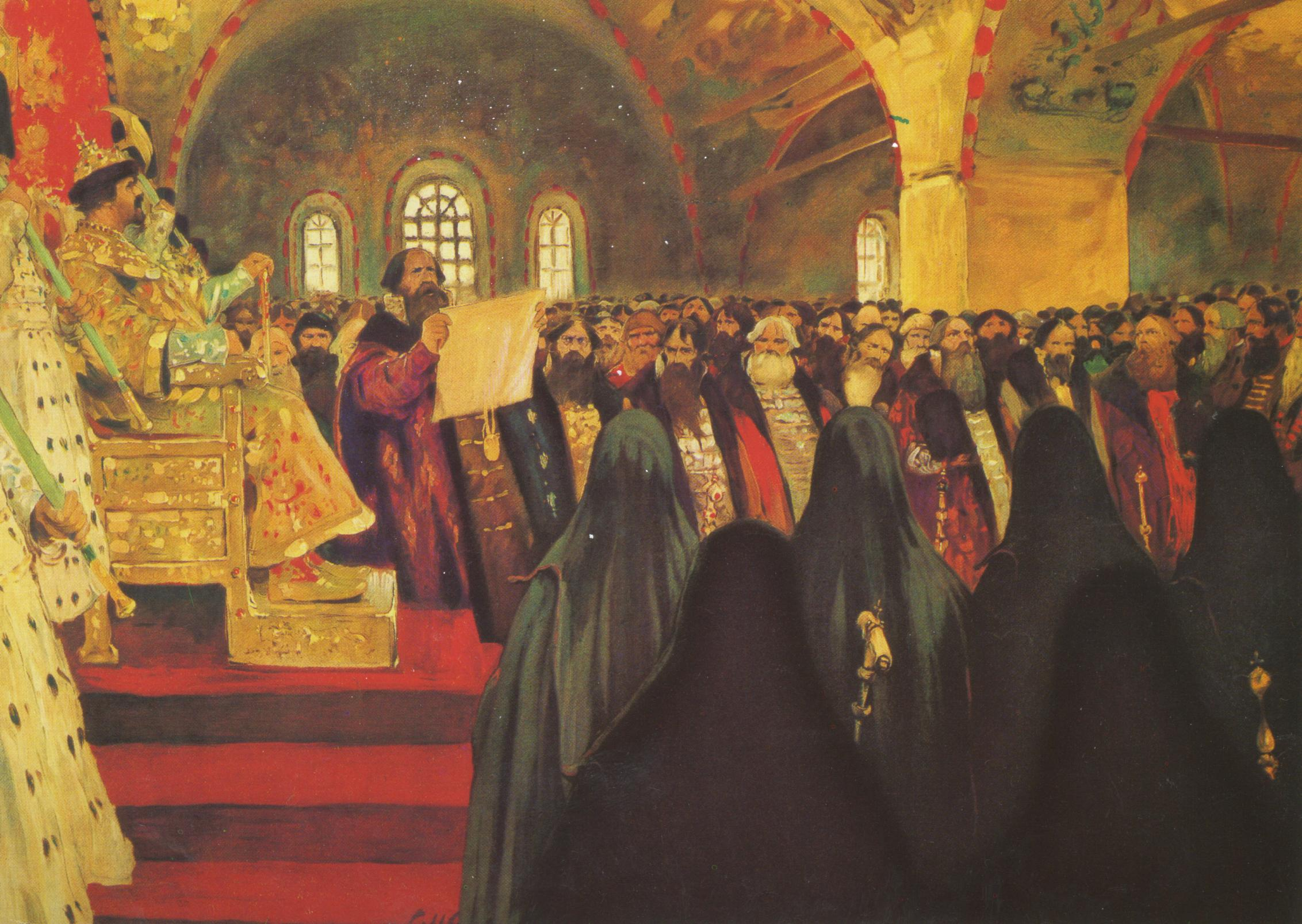
Zemsky sobor, par Sergueï Ivanov

En février 1613, le conseil des villes convoque un nouveau Zemski Sobor afin de mettre fin à la guerre civile et d'élire un tsar qui ne sera pas étranger à la Russie. Michel III Romanov est choisi unanimement. Le nouveau tsar, doux et influençable, s'engage sous serment, dans un acte écrit, à restreindre ses pouvoirs. Il tiendra parole. Le premier Romanov convoque annuellement les Sobors qui connaissent alors leur épanouissement le plus grand. Le pouvoir de la nouvelle dynastie est encore bien fragile et Michel veut être supporté par une institution solide qui a fait ses preuves. Celle-ci, en quelque sorte, légitime le nouveau tsar et sa famille. Les Sobors entérinent toujours ses décisions sauf une seule fois, mais Michel n'en a pas tenu compte.
Le pouvoir d'Alexis Ier, son fils, est beaucoup plus ferme et les convocations du Sobor se font alors moins fréquentes. Deux d'entre eux entérinent des décisions très importantes: celui de 1648 adopte un nouveau Code de Lois, l'Oulojénié, pour remplacer le Soudiebnik d'Ivan le Terrible; et celui de 1653 demande aux Cosaques de se soumettre à l'autorité du tsar et fait entrer l'Ukraine dans le giron russe.
Les trois derniers Zemski Sobors ont été convoqués par Vassili Golitsyne, amant de la régente Sophie, qui gouverne la Russie au nom de son frère Fédor III. Celui de janvier 1682 supprime le mestnitchestvo (le droit de préséance des boyards sur les plus hautes charges et les plus hautes fonctions). Celui du mois de mai entérine la décision de faire régner conjointement les deux frères Pierre Ier et Ivan V. Enfin, celui de 1686 accepte le traité de « paix perpétuelle » que la Russie vient de signer avec la Pologne.
Sous Pierre le Grand, le Zemski Sobor n'est plus convoqué et tombe en désuétude.

## Le Zemski Sobor de 1922
En août 1922, le général Mikhaïl Dieterichs, commandant de l'armée blanche d'Extrême-Orient dans la guerre civile l'opposant aux Bolcheviks, rassemble un Zemski Sobor de la région de l'Amour à Vladivostok. Celui-ci appelle le peuple russe à se repentir d'avoir renversé Nicolas II et demande le retour à la monarchie avec, comme tsar, le grand-duc Nicolas Nikolaïevitch Romanov. Le patriarche Tikhon, qui n'était pas présent, en a été nommé président honoraire. Cependant, deux mois plus tard, la région de l'Amour tombe aux mains des Bolcheviks.